# Marekerk (Leiden)

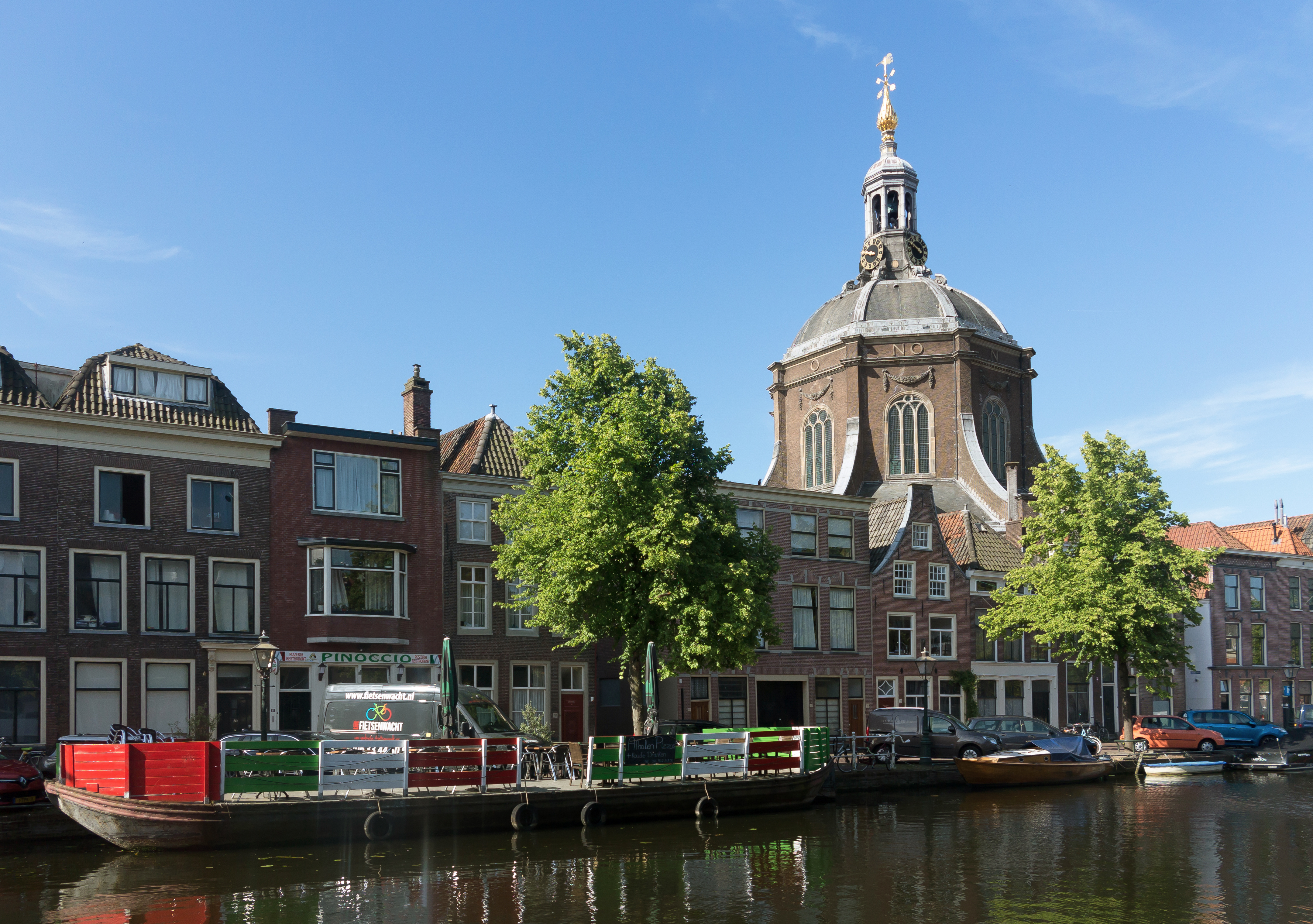
De Marekerk gezien vanaf de Oude Singel

De Marekerk is een kerk gelegen aan de Lange Mare in de Nederlandse stad Leiden. De bouw begon in 1639 en werd in 1649 voltooid. Het ontwerp, in de stijl van het Hollands classicisme, is van Arent van 's-Gravesande en de bouw stond onder leiding van zijn leermeester Jacob van Campen. De zandstenen gevel van de kerk met de hoofdingang, gelegen aan de Lange Mare, is van iets later datum (na 1657). De Marekerk is een van de eerste kerken die voor de protestantse eredienst zijn ontworpen.

## Beschrijving
De Marekerk heeft een bijzondere vorm, namelijk een achthoekige centraalbouw. Dit kan verklaard worden uit het feit dat de kerk speciaal voor de protestantse dienst gebouwd is: daarbij staat de preekstoel centraal, met de stoelen en banken eromheen gegroepeerd. De bouw van de Middelburgse Oostkerk, waarbij Arent van 's-Gravesande in een later stadium bouwmeester was, toont verwantschap met de bouw van de Marekerk.
De Marekerk beschikt over drie portalen: aan de oostzijde, aan de noordzijde onder het orgel en aan de westzijde. Het portaal aan de westzijde is in gebruik als hoofdingang. De preekstoel in de Marekerk is gemaakt naar het voorbeeld van die in de Nieuwe Kerk te Haarlem. Het uit circa 1560 stammende orgel is gemaakt door Pieter Jansz. de Swart voor de Pieterskerk, maar werd in 1733 naar de Marekerk overgebracht door de orgelbouwer Rudolf Garrels, die het daarbij verbouwde en uitbreidde. De meest recente restauratie van het orgel vond plaats van 2008 tot 2010 door Verschueren Orgelbouw. In dezelfde periode vonden enige aanpassingen aan het interieur plaats. Het plafond werd in de vermoedelijk oorspronkelijke kleuren teruggebracht. Daarnaast werden de kerkbanken aan weerszijden van het liturgisch centrum verwijderd en werden de vooroorlogse stoelen vervangen. Sinds een aantal jaren is de Marekerk intern verbonden met het Marehuis, een zalencentrum aan de Oude Vest.
De Protestantse Marekerkgemeente, behorend tot de PKN, houdt 's zondags en op christelijke feestdagen erediensten in de Marekerk. Op zaterdagmiddagen is de Marekerk vaak toegankelijk voor het publiek, soms wordt dan ook een concert gegeven.

## Afbeeldingen

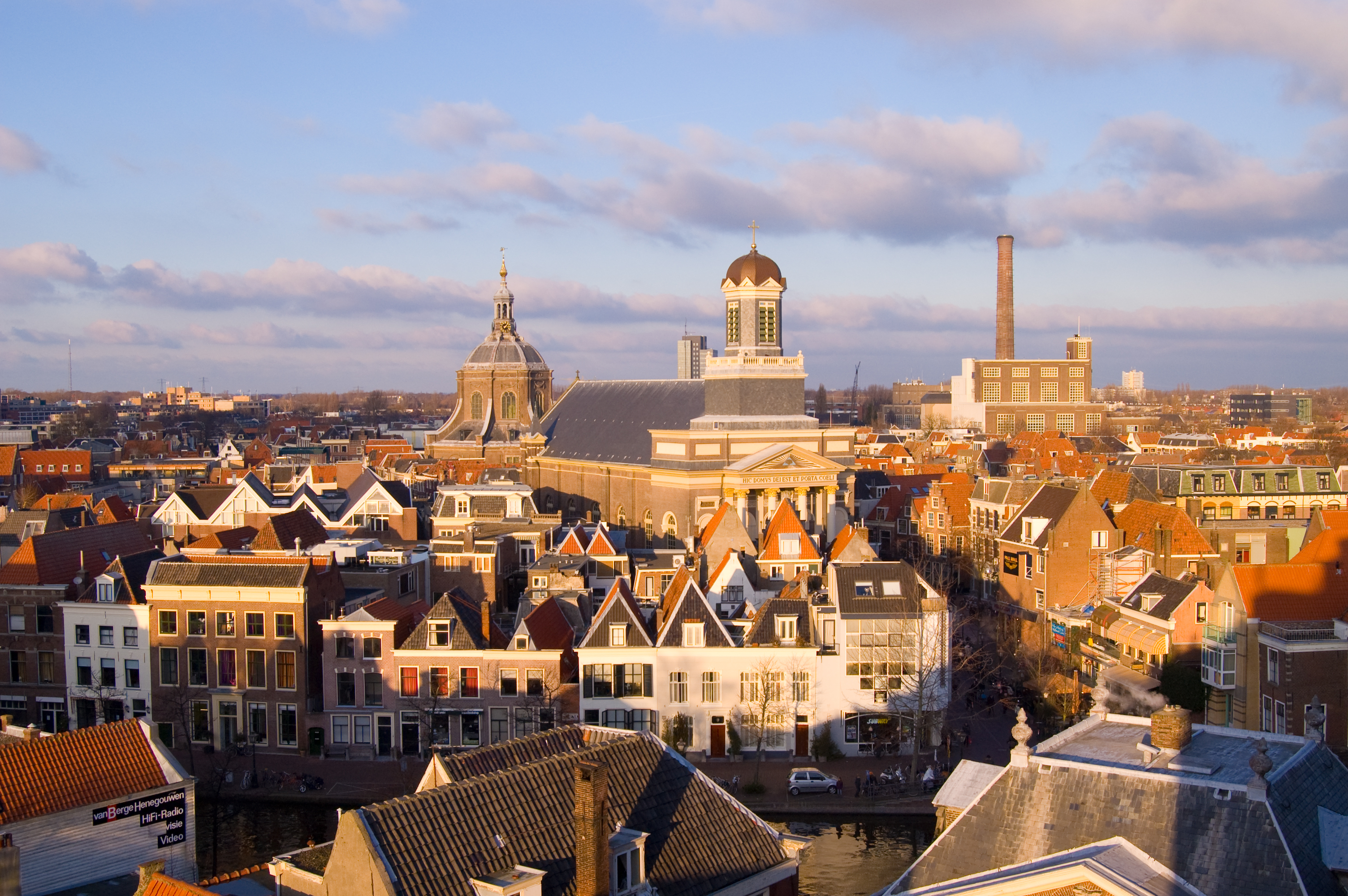
Leiden gezien richting het noorden (2009).
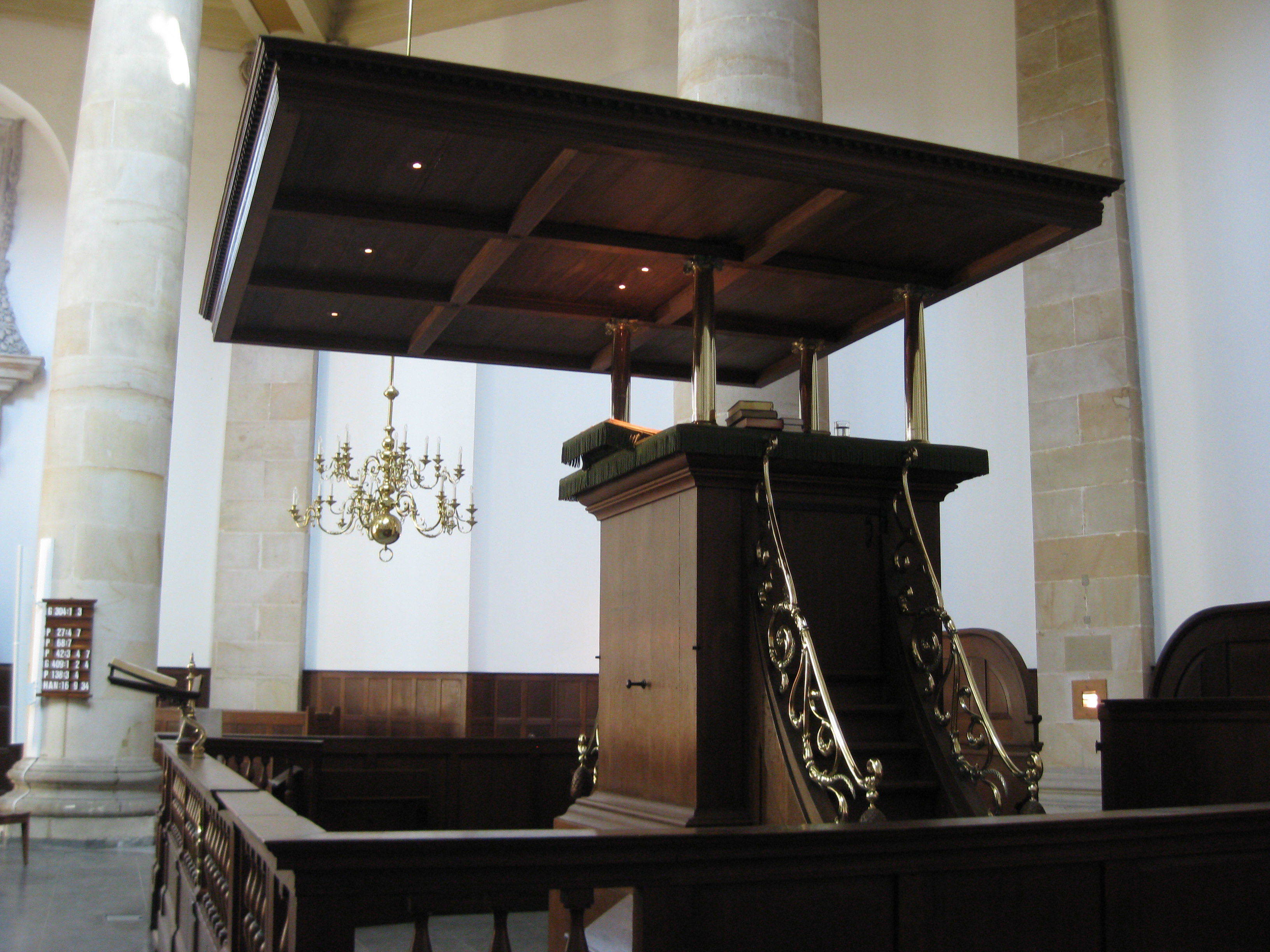
Preekstoel
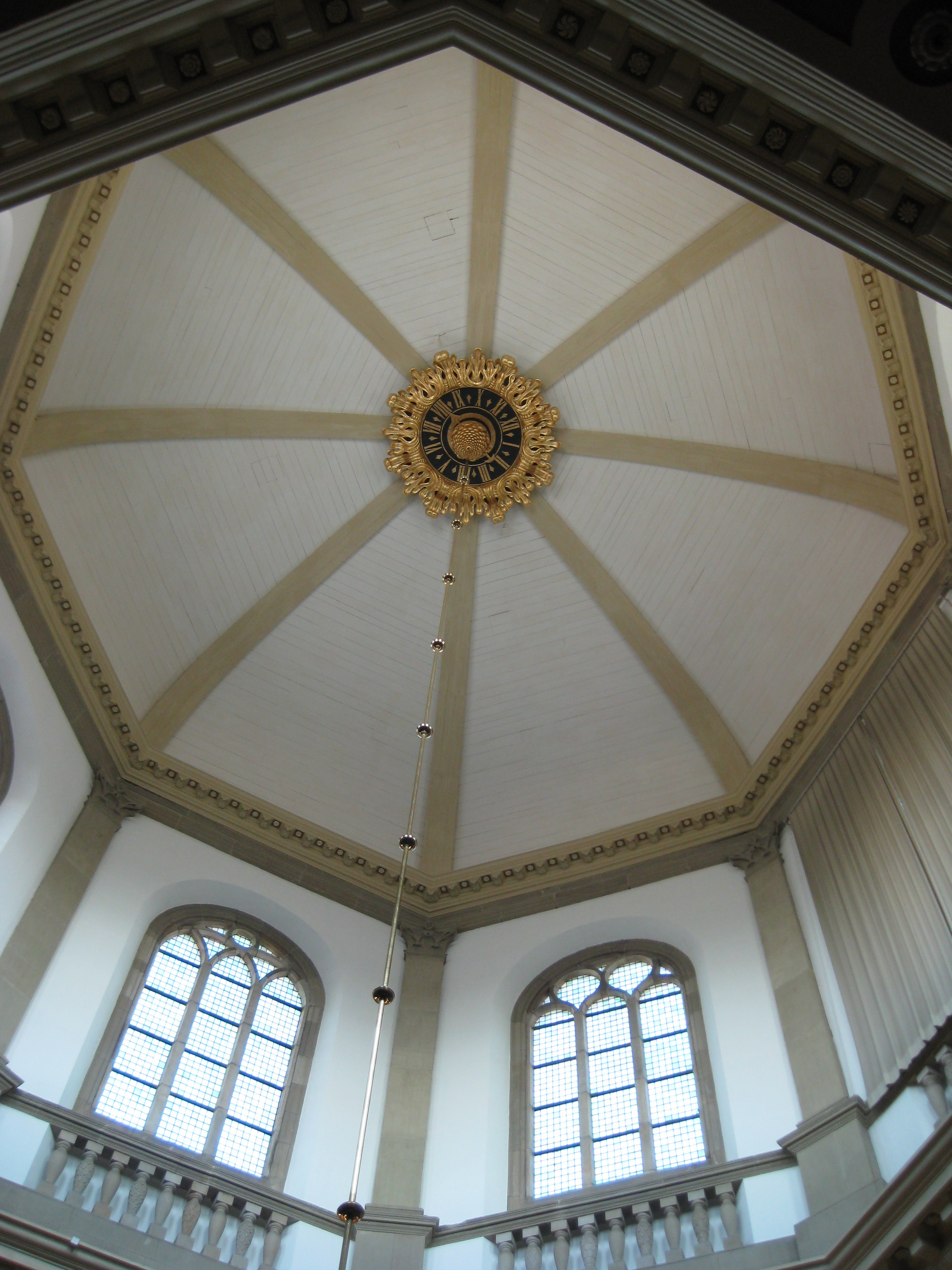
Interieur
Avondmaalszilver met inscriptie: Marekerck 1755
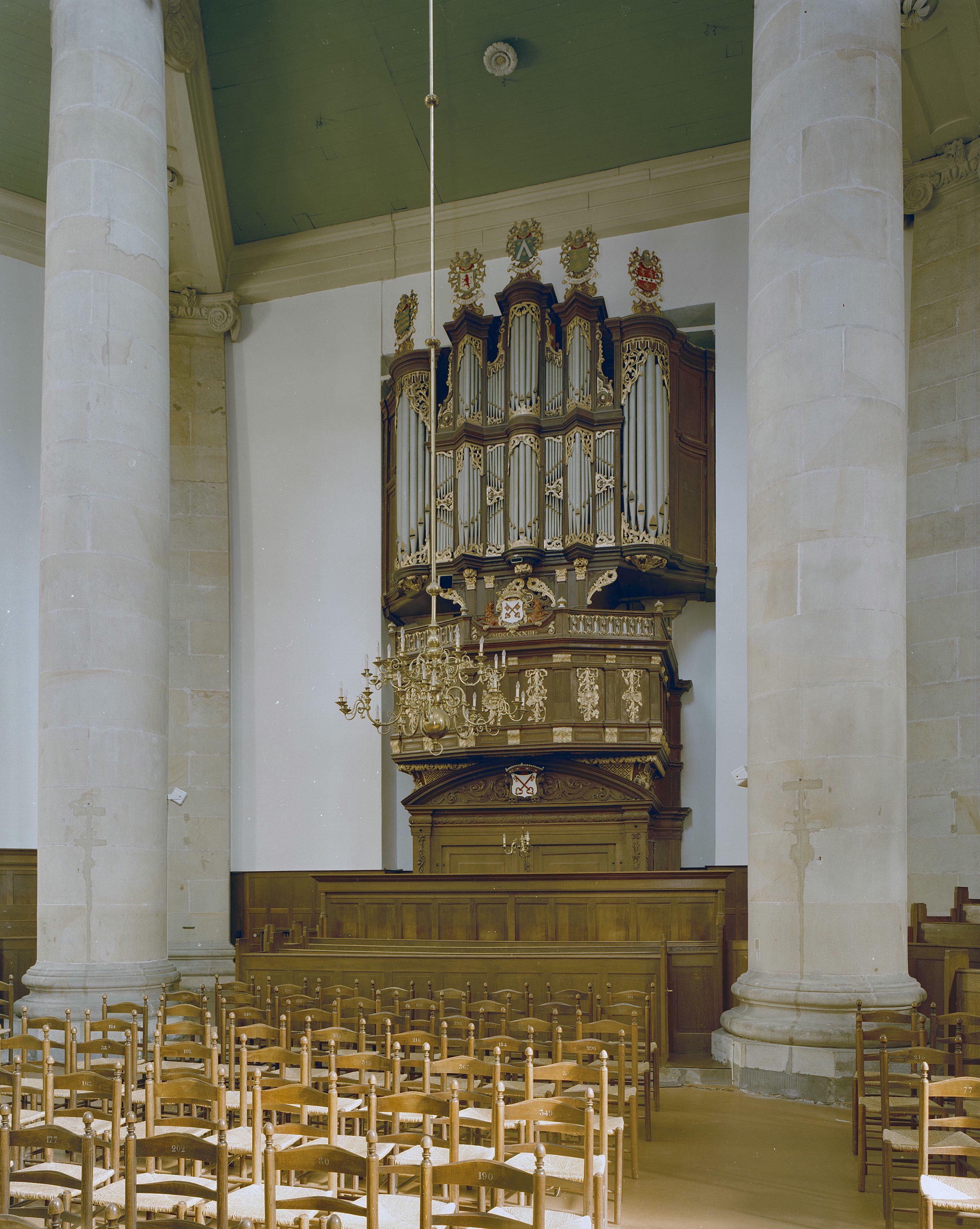
Het 16e-eeuwse orgel van Pieter J. de Swart